# パレスサイドビルディング
パレスサイドビルディングは、東京都千代田区一ツ橋一丁目の竹橋駅前にある高層ビルである。設計は日建設計工務部チーフアーキテクト林昌二、施工は大林組、竹中工務店が手掛けた。毎日新聞社系列の毎日ビルディングが運営している。

## 概要
皇居の北の丸濠端に位置し、地上9階と塔屋3階、地下6階建ての建物は、地下2階で東京メトロ東西線竹橋駅に直結し、地上出入口 (1b) もビル内にある。
道路と日本橋川にえぐられた細長い敷地であるため、2棟を雁行状に配置し、それぞれの外側端部にエレベーター、トイレ、階段など配した2本の円柱状のコアを設け、屋上にループパークを設けた。1960年代を代表する大規模複合建築であり、日本近代建築の傑作の一つとして数えられ、その後のオフィス建築のプロトタイプとなった。施設の老朽化を踏まえ、1990年（平成2年）から「ビルリフレッシュ5年計画」に基づき、改修工事が実施された。
ビルには毎日新聞東京本社並びに毎日新聞社と資本関係のある企業が多数入居しているほか、地下1階・地上1階に店舗などが入居する。地下2階から下は駐車場が大部分を占めるが、2003年（平成15年）まで印刷工場（毎日新聞社竹橋工場）があった。
2005年（平成17年）4月1日に、このビルを管理・運営するパレスサイドビルディングが存続会社となり、毎日新聞社各本社社屋の管理・運営を行っていた毎日大阪会館、毎日西部会館、毎日名古屋会館の3社を吸収合併、パレスサイドビルディングは、毎日ビルディングに改称している。

## 歴史
パレスサイドビルへ移転するまで、毎日新聞東京本社は有楽町の新有楽町ビルヂング（2023年閉館）が建つ場所にあった。拡張に次ぐ拡張で建物はいくつものビルをつなぎ合わせた格好になっていたが、このうち編集局など新聞社の中枢部門は有楽町駅の斜向いの8階建ての新館に入っていた。この新館と道一つへだてて、有楽町スバル座（2019年閉館）の敷地も毎日の所有であった。
毎日の社屋が実際に建っていた土地は社有地あり借地とありと、必ずしも敷地全部が毎日のものというわけではなかったが、隣接地の方は毎日が戦時中に買収したもので、戦後20年近く遊休地同然になっていた。敷地面積1100坪、単独の新聞社用地としては狭すぎるが、今までの社屋と併用できる魅力があった。この一等地に三和銀行、三菱銀行に次ぐ毎日の取引銀行だった大和銀行が新社屋を建てないかと持ちかけた。
だが、大和からの話しと相前後して、皇居の濠端にリーダーズダイジェスト社と共同で東洋一のマンモスビルを建設しようという計画が急浮上してきた。リーダイの日本支社（アントニン・レーモンド設計。1951年竣工）は竹橋にあったが、これをはさんで東側には日本通運の子会社太洋自動車の駐車場が、さらに西側には皇宮警察の官舎が建っていた。毎日はまず1963年（昭和38年）2月、日通側の土地1160坪を買い入れたあと、皇宮警察の土地の払い下げを受け、さらに三和銀行の仲介でリーダーズダイジェストを巻きこんだ共同社屋建設の計画を進めるのである。
社屋をつくるには膨大な資金が必要であるが、毎日はその資金をメインバンクの三和からあおぐことにした。東京新社屋建設の総資金計画は当初93億円と見積もられ、三和側も大筋でその資金計画を了承した。しかし、莫大な投資をして新社屋をつくれば、経営へのシワ寄せは目に見えている。そこで毎日首脳は、100億近い建設資金の穴埋めをするため有楽町の社有地すべてを売却することを考えた。1964年（昭和39年）2月、三和とならぶメインバンクの三菱銀行から、空地同然となっている東京本社隣の土地を譲ってほしいと話をもちかけられたのをきっかけに、本格的な売却がスタートした。まず、大和銀行が毎日に新社屋を建てたらとすすめた東京本社の隣接地1100坪が坪あたり320万円で三菱地所に売られ、さらに東京本社そのものの社有地部分も同じく三菱地所に売却された。これで毎日は70億あまりの金を新社屋の建設資金にふりむけることができた。

### パレスサイドビルディング設立
この売却に先立つ、1963年（昭和38年）11月、毎日新聞社、日本リーダーズダイジェスト、それに三和銀行の系列会社東洋不動産の3社が、それぞれ4・4・2の割合で金を出し合い、資本金5億円で「パレスサイドビルディング」を設立する。この会社は、毎日の新社屋にもなるパレスサイドビルのメンテナンスを受け持つためつくられた会社だが、実はビル自体を所有するオーナーでもあった。
ビルの経営に三和銀行が参加したのは理由があり、毎日の経理局長を経て社長となる平岡敏男が著した『毎日新聞私の五十年』の中に、三和の実力者渡辺忠雄の話として「最初リーダイは毎日新聞社と5分5分で提携することを危惧した。三和銀行が参加したのはその関係であった」と説明されている。平岡自身が語るところによれば、毎日の役員会の内部にはリーダイが持っている土地を買って、毎日単独でビルをつくろうという意見も、小さながら上がったという。ところがリーダーズダイジェストは土地を手放さかった。結局、新社屋建設の総指揮をとっていた専務の梅島貞（のち社長）をはじめ、「当時のトップの経営判断」で、毎日、リーダイに三和をふくめた3社が共同出資してビル会社をつくり、ビルの所有権はすべてここにゆだねるという形に落ち着いた。

### 竣工
1966年（昭和41年）9月に竣工したビルは皇居を前庭に、ビルの周囲は首都高速都心環状線が走り、地下にはこの年に開通した営団地下鉄東西線の竹橋駅が入った地上9階地下6階建て。ビルの左右に20台のエレベーターが入った巨大な円筒形のタワーをあしらうなど、デザイン面でも最先端を行く意匠を凝らし、その外観のスマートさは大手町のビル群と比べるとひときわ目立つ存在となった。竣工を受け、毎日新聞、スポーツニッポン新聞の東京本社並びリーダイ日本支社がここに本社機能を移した。なお、リーダイは1985年（昭和60年）に日本法人を清算解散、スポニチ東京本社も1988年（昭和63年）に江東区越中島の新社屋・STビルに移転。編集機能も集約している。
有楽町の父祖伝来の土地を売って70億からの資金をひねり出し、さらに新社屋の所有権まで手放して建設費の負担を軽くしてパレスサイドビルを建設したにもかかわらず、毎日の借入金は膨張を続け、パレスサイドビルが完成した1966年（昭和41年）の段階で174億円にのぼった借入金総額は、1968年（昭和43年）には216億円とついに200億円のハードルを大きく突破。こののちも借入金は増え続き、経営難となった毎日は、新旧分離を断行し再建を図ることになる。

## 受賞
- 1968年（昭和43年）BCS賞[1]。
- 空調衛生工学会賞。
- 1992年（平成4年）BELCA賞（ロングライフビル部門）[15]。
- 1999年（平成11年）「日本の近代建築を象徴する円・線・表面の組み合わせが美しい」とのことから、DOCOMOMO日本支部・日本建築学会主催の「日本の近代建築20選」に戦後建てられたオフィスビルとして唯一選定。

## 主なテナント

### 現在
- 毎日新聞社
- 毎日新聞出版
- 毎日広告社
- 毎日教育総合研究所（NPO法人日本ニュース時事能力検定協会事務局）
- 毎日神社（屋上）
- マイナビ
- マイナビ出版
- とちぎテレビ東京支社
- 全国高等学校体育連盟
- 日本野球連盟
- パレスサイドビル内郵便局
- 丸紅ユティリティ・サービス本社
- NTT ExCパートナー本社
- 大阪ソーダ東京支社
- メディアドゥ本社
- 日本文芸社
- 日建設計東京・竹橋オフィス

### 元テナント
- 三和銀行東京本部 - 1973年まで。丸の内にあった同行東京支店と共にこの年竣工したサンワ東京ビル（後の三菱東京UFJ銀行大手町ビル）へ移転。同ビルは再開発のため現存せず。
- スポーツニッポン新聞東京本社
- 日立造船東京本社 - 2006年5月まで。
- 毎日放送東京支社 - 2008年2月まで、それ以降は、赤坂Bizタワー28階。
- メガポート放送→日本BS放送 - 2008年3月まで。
- パソナ - 2010年2月まで。
- 日本証券新聞社 - 2012年9月まで。
- 東京地図出版 - 2012年にマイナビに吸収合併。
- 毎日映画社  - 日本BS放送(BS11)のニュース番組で使用されるスタジオと副調整室を保有していた。2015年にBS11ビル内に移転。
- ラジオ福島東京支社

## その他
- 1967年（昭和42年）11月27日に、天皇・皇后（昭和天皇・香淳皇后）が当ビルディングを訪れ、屋上からは「我が家」である皇居を観覧。視察中の2人の写真と記事が輪転機で印刷され夕刊となる様子も視察した[16]。
- 3社ニュース（かつての日本テレビ・TBSの夕方ニュース）や、5社ニュース（関東のUHF放送各局）で行われた毎日新聞ニュースのテーマタイトルに当ビルディングが使用され、鳩が飛び交う場面が紹介された。
- 桜田門の警視庁と同様に皇居を臨むことのできる高層ビルという貴重なロケーションのため、『BOSS』『東京DOGS』『相棒』などの刑事ドラマで警視庁の屋上シーンのロケ地として使われることが多い[17]。